# باکلان گلوسیاه
باکلان گلوسیاه (نام علمی: Phalacrocorax nigrogularis) گونه‌ای باکلان از تیره باکلانان است. رنگ این پرنده سیاه با جلای سبز است و صورتش سفید. این پرنده اغلب از ماهی تغذیه می‌کند.

## ویزگی‌ها
باکلان گلوسیاه ۸۰ سانتیمتر طول دارد و آبزی است. جثهٔ آن اندکی کوچکتر از باکلان بزرگ است و منقارش اندکی بزرگتر از سایر باکلان‌هاست. در فصل تولید مثل در تعدادی از پرهای زیر چشم و گردن، خال‌های سفید پدیدار می‌شود. سر، در پرندهٔ بالغ به رنگ بنفش تیره است. در فصل تولید مثل، روتنه پرنده سبز تیرهٔ براق و منقار آن خاکستری تیره می‌شوند و در انتها و نیم‌نوک پایین به سبز متمایل می‌گردند. باکلان‌های گلوسیاه جوان‌تر اندکی قهوه‌ای‌رنگ هستند و به دلیل نداشتن خال‌هایی در سینه و شکم، با جوجه باکلان‌ها اشتباه می‌شوند.

## زیستگاه
باکلان گلوسیاه اغلب در مناطق نیمه‌گرمسیر و گرمسیر درون جزایر داخلی دریا زندگی می‌کند و به صورت گروهی دیده می‌شود. این پرنده روی ماسه‌های ساحلی تخم می‌گذارد. در ایران، در مناطق جنوبی کشور، بومی و به نسبت فراوان است و در جزایر خلیج فارس، همانند جزیره شیدور، تولید مثل می‌کند.